# Synagoge Baumweg

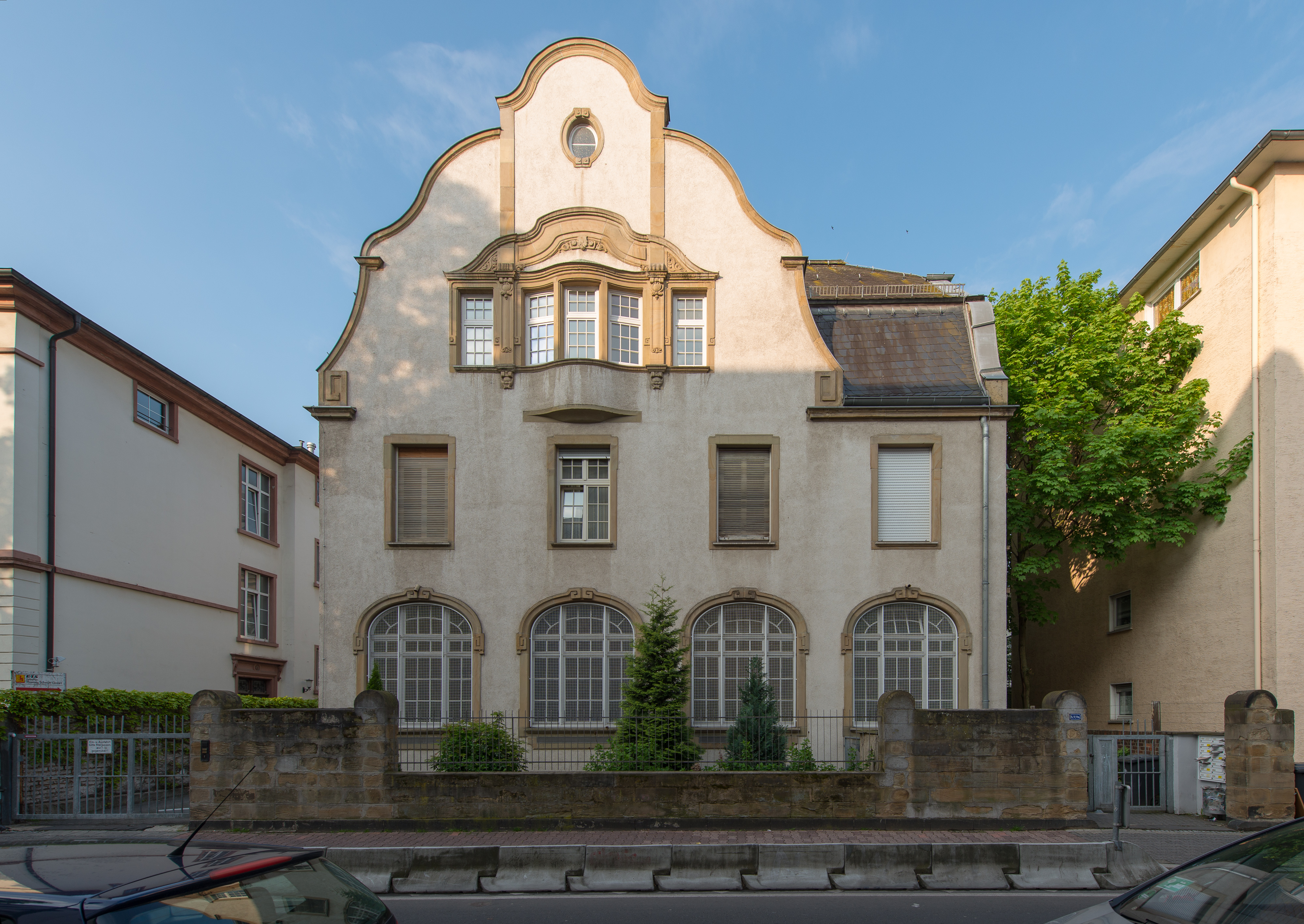
Baumweg 5–7: denkmalgeschützte Synagoge von 1906

Die Baumweg-Synagoge ist eine Synagoge der Jüdischen Gemeinde Frankfurt am Main.

## Geschichte
Der Moritz und Johanna Oppenheimsche Kindergarten für Israeliten und Synagoge wurde 1906 eingeweiht und von den Nationalsozialisten 1938 geschlossen und enteignet. Die Wiederbegründer der Jüdischen Gemeinde in Frankfurt nach dem Krieg waren der Rabbiner Leopold Neuhaus und der Kaufmann Max Meyer. Sofort nach der Rückkehr 1945 eröffneten Neuhaus und Meyer in der Friedrichstraße 29 eine provisorische Betreuungsstelle für die überlebenden Juden. Der erste Gottesdienst fand acht Tage nach der Rückkehr aus Theresienstadt in der heutigen Synagoge im Hause Baumweg 5–7 statt, in dem sich vor der Beschlagnahme durch die Nazis der jüdische Kindergarten befunden hatte. Ab November 1945 fanden dort regelmäßig Gottesdienste statt.
1947 wurden die Räume im Erdgeschoss zu einer Synagoge umgebaut, im Jahr darauf eingeweiht. Seit den 1990er Jahren gibt es im Haus auch Wohnungen.